# ویتسین
ویتسین (به آلمانی: Witzin) یک شهر در آلمان است که در لودویگسلوست-پارشیم واقع شده‌است. ویتسین ۵۱۹ نفر جمعیت دارد.